# Tiếng Đức chuẩn
Tiếng Đức chuẩn, tiếng Thượng Đức hoặc chính xác hơn là tiếng Thượng Đức chuẩn (tiếng Đức: Standarddeutsch, Hochdeutsch; tiếng Thụy Sĩ: Schriftdeutsch), là dạng chuẩn của tiếng Đức được sử dụng trong bối cảnh chính thức và để giao tiếp giữa các khu vực phương ngữ khác nhau. Nó là một ngôn ngữ đa trung tâm với ba biến thể khu vực cụ thể được chuẩn hóa: tiếng Đức chuẩn Đức, tiếng Đức chuẩn Áo và tiếng Đức chuẩn Thụy Sĩ.
Tính đến năm 2020, có 132 triệu người nói tiếng Đức Chuẩn, chủ yếu tập trung ở cộng đồng Đức ngữ châu Âu.